# Viscosia gabriolae
Viscosia gabriolae is een rondwormensoort uit de familie van de Oncholaimidae.